# 三国堂
株式会社三国堂（さんごくどう）は、栃木県宇都宮市問屋町3172-8に本社を置く主に医薬品・医薬部外品・試薬・医療機器の卸売りを扱う企業であった。
- 「三国堂」の名前由来は、水戸藩大場村の医師の家系である「入野友専」という人物が、長崎で習得した蘭学の「蘭」・「漢」・「和」の三国の処方を駆使して水戸藩内の患者を治療した。その功績により藩主から「三国堂」という商号を与えられたのがはじまりである。

- 現在は、メディセオ・パルタックホールディンググループの一社「潮田クラヤ三星堂」である。

## 概要
- 資本金3,000万円
- 従業員数122名
- 代表取締役社長　入野広

## 沿革
- 明治38年頃「入野泰輔」が栃木県の宿郷町で医薬品の販売開始（入野家は代々医者の家系であった）
- 大正9年入野健太郎が家業を継承して薬輔を開業し「三国堂薬輔」創業
- 昭和22年「武田薬品」との直接取引開始を契機に各医薬品製造メーカーとの直接取引を開始し「医薬品卸業」開始
- 昭和24年12月資本金50万円で「有限会社三国堂薬局」設立
- 昭和28年「済生会病院」との取引開始
- 昭和30年頃から薬局・薬店販売から病院・医院販売へ比重が変わっていく
- 昭和37年3月「有限会社三国堂」から資本金200万円で「株式会社三国堂」を設立。
- 昭和37年7月宇都宮に「配送センター」設立
- 昭和37年10月「矢野営業所」設立
- 昭和39年7月「足利営業所」設立
- 昭和40年11月武田薬品が、アリナミンAを一般薬として販売開始を契機に「タケダ会」発足させ取引契約する
- 昭和41年9月「足利支店」設立
- 昭和41年12月宇都宮に「配送移送センター」新築
- 昭和47年6月「クラヤ薬品」・「東邦薬品」・「福神」が栃木県に進出
- 昭和47年10月「潮田薬品」・「片野薬局」と業務提携
- 昭和47年栃木県内の武田薬品との取引状況は70％を超える
- 昭和49年9月栃木県今市市の「片野薬局」卸部門を吸収合併し「三国堂・今市片野店」として発足
- 昭和57年10月「マリンゴールド」と取引開始
- 昭和59年「テルモ・ジャパン」売上高　栃木県1位を獲得
- 昭和60年潮田薬品株式会社（栃木県）と合併し社名を「潮田三国堂薬品株式会社」に改称

## 栃木県の武田薬品との筆頭直接取引店
- 三国堂（片野薬局と合併し栃木県内では、武田売上高・1位）
- 片野薬局（三国堂と合併し栃木県内では、武田売上高・1位）
- 清水薬局（筆頭取引は、武田薬品→藤沢薬品　清水・中野の合併でナカノ薬品へ）
- 中野薬品（筆頭取引は、武田薬品→藤沢薬品　清水・中野の合併でナカノ薬品へ）
- 宇塚至誠堂（筆頭取引は、武田薬品→塩野義製薬　東邦薬品に吸収合併）

## 栃木県の有力卸
- ことぶき（三共系）
- かみや薬品（田辺系）

## 営業所
宇都宮市・今市市・足利市

## 主な取引メーカー
- 武田薬品工業
- 山之内製薬
- 大日本製薬
- エーザイ
- 萬有製薬
- ブリストルマイヤーズ
- 塩野義製薬

## 備考
- 昭和59年度「三国堂」は、前年比を割り込む売上高となった、減速傾向は今後数年間で強まりはすれど、弱まることはないと判断し「武田薬品」の仲立ちで「潮田薬品」との合併に踏み切った。